# Арнольд, Ричард (генерал)
Ричард Арнольд (англ. Richard Arnold; 1828—1882) — американский кадровый военный, выпускник Вест-Пойнта. Во время Гражданской войны в США командовал артиллерийской батареей, затем был шефом артиллерии в департаменте Залива в звании бригадного генерала. Его артиллерия оказала существенную роль в сражениях за важные для армии Союза города, в частности за город Мобил в штате Алабама.

## Ранние годы
Ричард Арнольд родился 12 апреля 1828 года в Провиденсе, в штате Род-Айланд в семье губернатора штата Род-Айленд и американского конгрессмена Лэмюэля Арнольда.
В 1846 году поступил в Военную Академию, которую окончил 13-м по успеваемости в выпуске 1850 года и был определён в артиллерию во временном звании второго лейтенанта. Он служил в гарнизоне форта Ки-Уэст во Флориде (1850—1851) и в Сан-Франциско (1851—1853). 26 мая 1851 года получил постоянное звание второго лейтенанта.
2 июня 1853 года присоединился к экспедиции капитана Макклеллана для изучения западной части бассейна Миссисипи, исследовал Каскадные горы в пределах Орегона и территории Вашингтон (эта экспедиция так же известна как проектирование Тихоокеанской железной дороги), которая длилась до 19 мая 1854 года. Во время экспедиции, 17 марта 1854, ему было присвоено звание первого лейтенанта.
С 19 мая 1854 года по 2 июня 1855 года Арнольд руководил строительством дороги из форта Стейлакум (Территория Вашингтон) в Валла-Валлу. 2 июня он стал адъютантом при генерала Вуле (до 17 июня 1861 года).

## Гражданская война
Когда началась Гражданская война Арнольду присвоили звание капитана 5-го артиллерийского полка (14 мая 1861 года) и он получил под своё командование батарею, которая в июле была придана бригаде Орландо Уилкокса. С бригадой Уилкокса эта батарея участвовала в походе на Манассас и в первом сражении при Булл-Ран. После завершения Манасасской кампании батарею отвели в укрепления Вашингтона, где она простояла до 25 ноября 1861. После этого Арнольд перешёл на рекрутскую службу, где пробыл до 20 февраля 1862 года. В марте он попал в Потомакскую армию на должность шефа артиллерии в дивизии Уильяма Франклина. 7 мая он стал генеральным инспектором VI корпуса. Он принял участие в ряде сражений кампании на полуострове — у Вест-Пойнта 7 мая и при Саваж-Стейшен 29 июня. За храбрость и отличие при Саваж-Стейшен он получил временное звание майора, датированное тем же днём.
Впоследствии он участвовал в сражении при Глендейле (30 июня) и в сражении при Малверн-Хилл (1 июля), а так же в перестрелке у Харрисон-Лендинг 2 июля. Ввиду болезни он взял отпуск на август — сентябрь, в октябре был направлен в форт Гамильтон (штат Нью-Йорк), а в ноябре был назначен шефом артиллерии департамента Залива (Department of the Gulf).

## Послевоенная деятельность
Ричард Арнольд скончался 8 ноября 1882 года на острове Говернорс. Он был похоронен на кладбище Суон-Пойнт в Провиденсе.